# La Civilisation à travers les âges
Pour plus de détails, voir Fiche technique et Distribution.
La Civilisation à travers les âges est un film muet français réalisé par Georges Méliès, sorti en 1908.
C'est un remake du film des Frères Lumière, Néron essayant des poisons sur des esclaves.

## Fiche technique
- Réalisation : Georges Méliès